# Гань
Гань (кит. трад. 贛語, спр. 赣语) — мова сино-тибетської мовної сім'ї, один з діалектів (чи мов, бо діалектами ці мови вважаються за традицією) китайської мови. Гань своєю чергою поділяється на ряд діалектів. Поширена в основному в провінції Цзянсі, а також у деяких районах провінцій Хунань, Хубей, Аньхой, Фуцзянь.

## Класифікація

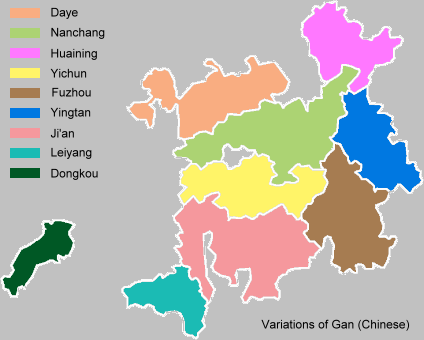
Поширення діалектів ганської мови

- Сяньнінський діалект 咸寧話 — південний схід провінції Хубей (міський округ Сяньнін, повіт Дає міського округу Хуанши) і північний схід провінції Хунань (повіти Юеян, Ліньсян, Хуажун міського округу Юеян).
- Наньчанський діалект 南昌話 — північний захід провінції Цзянсі (м. Наньчан)
- Хуайнінський діалект 懷寧話 — південний захід провінції Аньхой (повіти Хуайнін, Юесі, Цяньшань, Тайху та інші в міському окрузі Аньцін)
- Їчунський діалект 宜春話 — захід провінції Цзянсі (міські округи Їчунь, Сіньюй, Пінсян та інші)
- Фучжоуський діалект 撫州話 — північ і центр провінції Цзянсі (міський округ Фучжоу) та південний захід провінції Фуцзянь (повіти Цзяньнін, Тайнін міського округу Саньмін)
- Їнтанський діалект 鷹潭話 — північний схід провінції Цзянсі (міські округи Їнтань, Шанжао, Цзіндечжень)
- Цзіаньський діалект吉安話 — центр та південь провінції Цзянсі
- Лейянський діалект 耒陽話 — схід провінції Хунань (повіти Лейян, Чаннін та інші в міському окрузі Хен'ян)
- Дункоуський діалект 洞口話 — південний захід провінції Хунань (повіти Дункоу, Сіньнін, Лунхуей міського округу Шаоян)

## Вікіпедія мовою Гань
Існує розділ Вікіпедії ганською мовою, перша правка в ньому була зроблена у 2006 році. Станом на 1:01 12 квітня 2023 року розділ містить 6599 статей (загальна кількість сторінок — 33 713); в ньому зареєстровано 39 920 учасників, один з них має статус адміністратора; 22 учасники здійснили які-небудь дії протягом останніх 30 днів; загальна кількість правок за час існування розділу становить 395 787.